# Brouwerij Busschaert
De brouwerij Busschaert is een voormalige brouwerij in de Belgische gemeente Beveren-Waas. De brouwerij was actief tot 1954. Gedurende een deel van de Tweede Wereldoorlog werd het brouwen gestaakt. 

## Bieren[1]
- Extra Dubbel
- Munich